# Walther LG400

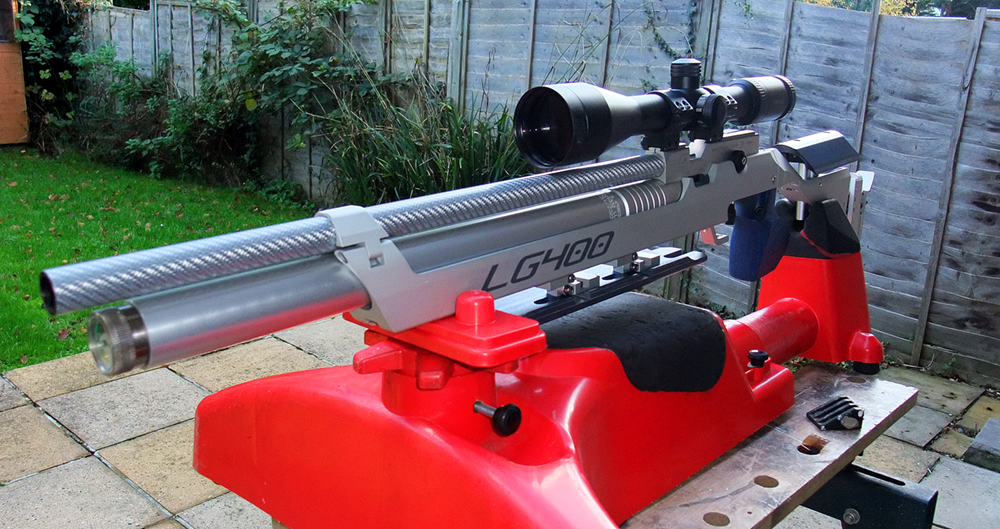
Walther LG400

Walther LG400 — пневматическая винтовка, впервые представленная в 2010 году как преемник Walther LG300. Это PCP (предварительно заряженный пневматический), питаемый сжатым воздухом из съёмного цилиндра. Она была спроектирована как 10-метровая пневматическая винтовка для использования в помещениях, и была успешно изменена до 16 Дж для полевых целей (FT) и Hunter Field Target (HFT) на открытом воздухе.